# Distretto di Mueang Maha Sarakham
Il distretto di Mueang Maha Sarakham (in thailandese: เมืองมหาสารคาม) è un distretto (amphoe) della Thailandia, situato nella provincia di Maha Sarakham, della quale è il capoluogo.